# Domgymnasium
Domgymnasium oder Dom-Gymnasium ist die Bezeichnung für:
- das Evangelische Gymnasium am Dom zu Brandenburg
- das Dom-Gymnasium Freising
- das Domgymnasium Fulda
- die Oberschule zum Dom in Lübeck
- das Domgymnasium Magdeburg
- das Domgymnasium Merseburg
- das Domgymnasium Naumburg
- das Domgymnasium Verden in Verden (Aller)
- das Gymnasium am Kaiserdom in Speyer

Siehe auch:
- Domschule